# 吊罗山青冈
吊罗山青冈（学名：Cyclobalanopsis tiaoloshanica）为壳斗科青冈属下的一个种。